# Thomas de Grey (4e baron Walsingham)
Thomas de Grey, 4e baron Walsingham, (Chelsea 10 avril 1778 - Merton, Norfolk, 8 septembre 1839) est un noble et religieux anglican. Il est archidiacre de Winchester de 1807 à 1814; puis de Surrey de 1814 jusqu'à sa mort.

## Biographie
Il est le deuxième fils de Thomas de Grey (2e baron Walsingham), et fait ses études au Collège d'Eton et St John's College, Cambridge. Il a vécu à Aston Abbotts, Merton, Bishopstoke, Fawley, Weeke et Calbourne.

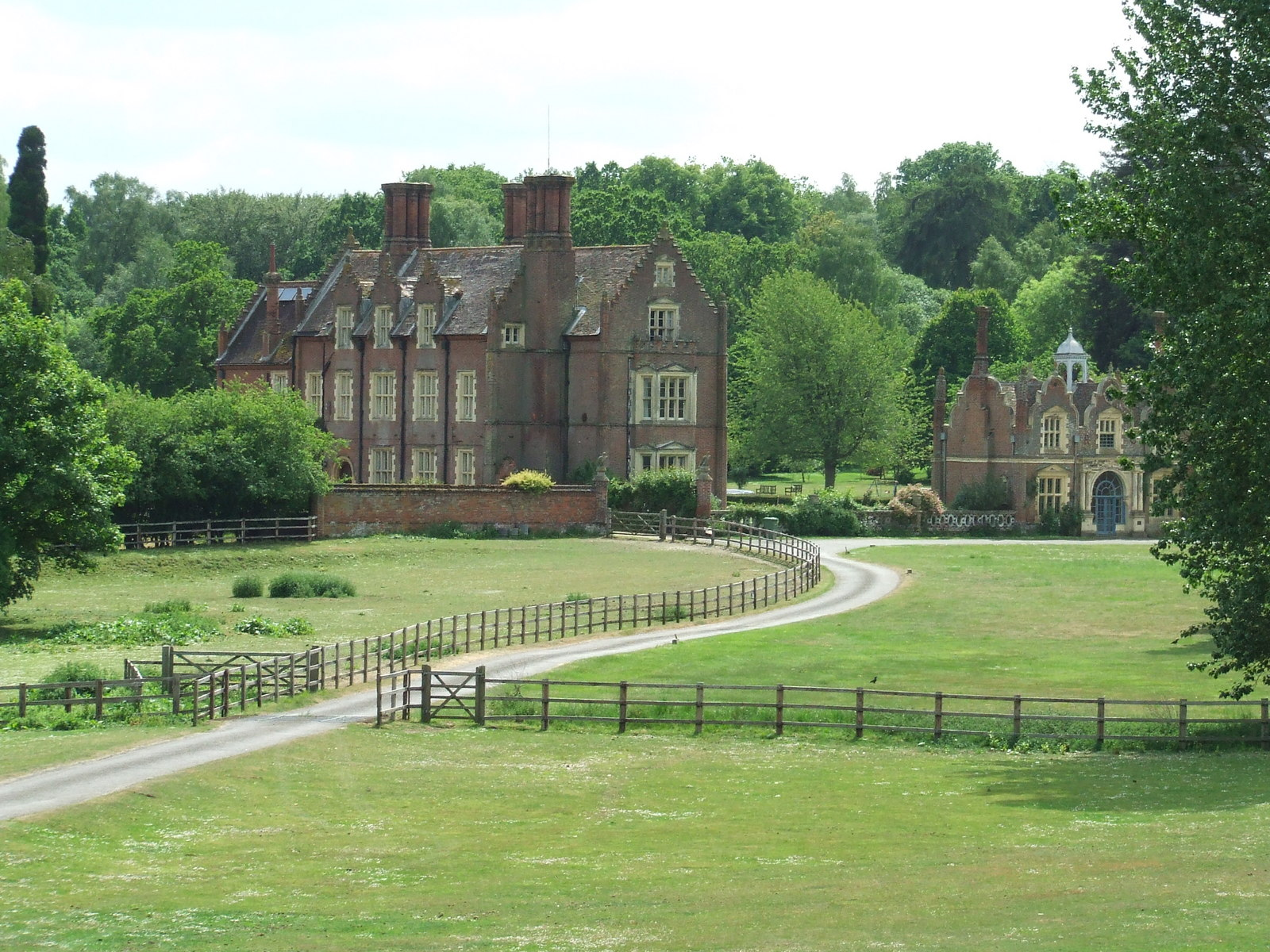
Merton Hall - siège de la famille de Grey à Norfolk

Il succède à son frère George de Grey (3e baron Walsingham), en 1831, lorsque ce dernier meurt avec sa femme à la suite d'un incendie dans sa maison de Londres, héritant de la baronnie et du siège familial de Merton Hall, Norfolk.
Il est décédé en 1839 et est enterré à Merton, Norfolk. Il épouse en 1802 Elizabeth North, la fille de Brownlow North, évêque de Winchester. Ils ont six fils et trois filles. Il est remplacé par son fils aîné Thomas de Grey (5e baron Walsingham).